# إسبانيا في الألعاب البارالمبية الشتوية 1994
شارك إسبانيا في دورة الألعاب البارالمبية الشتوية 1994، التي أقيمت في ليلهامر بالنرويج، في الفترة الممتدة من 10 مارس حتى 19 مارس.
حصد إسبانيا 10 ميداليات في هذه الدورة (1 ذهبية، 6 فضية، 3 برونزية) محتلاً المرتبة 13 في الترتيب النهائي بين 31 دولة مشاركة.

## قائمة الميداليات
| الميدالية | الرياضي / الرياضية        | المنافسة                      | المسابقة                      |
| ذهبية     | خوان كارلوس مولينا ميرلوس | التزلج على المنحدرات الجليدية | التزلج على منحدر B1-2 - رجال  |
| فضية      | ماغدا أمو ريوس            | التزلج على المنحدرات الجليدية | التزلج على منحدر B1-2 - سيدات |
| فضية      | إثاسكون مانويل يادوس      | التزلج على المنحدرات الجليدية | سباق التعرج B1-2 - سيدات      |
| فضية      | مانويل بوينديا نافاريتي   | التزلج على المنحدرات الجليدية | سباق التعرج B2 - رجال         |
| فضية      | مانويل بوينديا نافاريتي   | التزلج على المنحدرات الجليدية | سباق التعرج العملاق B2 - رجال |
| فضية      | مانويل بوينديا نافاريتي   | التزلج على المنحدرات الجليدية | تزلج المضمار الطويل B2 - رجال |
| فضية      | فيثينتي غارثيا سالميرون   | التزلج على المنحدرات الجليدية | تزلج المضمار الطويل B1 - رجال |
| برونزية   | إثاسكون مانويل يادوس      | التزلج على المنحدرات الجليدية | التزلج على منحدر B1-2 - سيدات |
| برونزية   | خوان كارلوس مولينا ميرلوس | التزلج على المنحدرات الجليدية | تزلج المضمار الطويل B2 - رجال |
| برونزية   | مانويل بوينديا نافاريتي   | التزلج على المنحدرات الجليدية | التزلج على منحدر B1-2 - رجال  |